# معرض الترفيه الإلكتروني

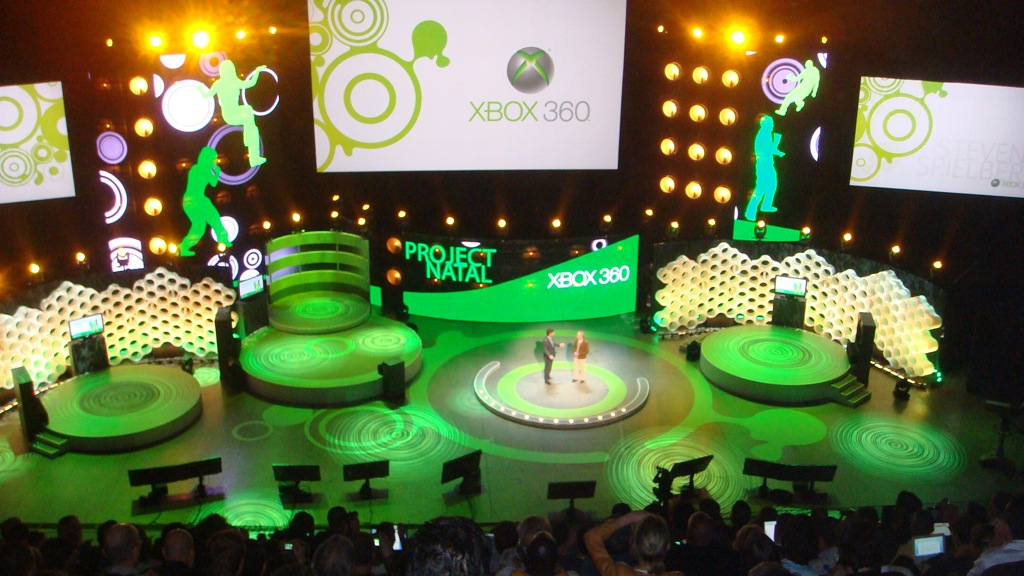
مؤتمر ميكروسوفت في معرض إي3.

إي3 (بالإنجليزية: E3)‏ هو معرض سنوي للألعاب الإلكترونية ينظم من قبل منظمة برمجيات الترفيه، والاسم E3 هو اختصار لثلاث كلمات كلها تبدأ بحرف الـ E وهي Electronic Entertainment Expo أي معرض الترفيه الإلكتروني ولاختصار الاسم الطويل أخذنا أول حرف من أول كل كلمة لنخرج بمحصلة ثلاثة حروف متشابهة ولذلك تم اختيار هذا الاسم للمعرض لكن للأسف أعلن إغلاقه في سنة 2023 بسبب قلة الشعبية
مدة المعرض : عادة تستمر أحداث المعرض لمدة ثلاثة أيام رسميه يسبقها يوم خاص لمؤتمرات الشركات الكبرى (مايكروسوفت، سوني، ننتندو) وفيها يتم الكشف عن المشاريع الكبرى للشركات الثلاثة بالإضافة إلى ألعاب شركات الطرف الثالث المهمة وبالتأكيد الكشف عن أحدث الطرفيات والأجهزة الجديدة إن وجدت.

## التاريخ
قبل تأسيس معرض الترفيه الإلكتروني كان ناشرو الألعاب يعرضون منتجاتهم الجديدة في معارض أخرى كمعرض الإلكترونيات الاستهلاكية ومع تسارع نمو سوق صناعة ألعاب الفيديو في بداية التسعينات ظهرت الحاجة لأن يكون هناك معرض تجاري مخصص لألعاب الفيديو. أقيم المعرض لأول مره بمدينة لوس انجلوس الأمريكية بالعام 1995 وفي ديسمبر 2023 أعلنت جمعية برامج الترفيه (ESA) أن معرض ألعاب الفيديو الأميركي الرئيسي (E3) لن يعود بأي نسخة جديدة، في تأكيد لنهاية حدث شهد تدهوراً خلال السنوات الماضية.

## وصلات خارجية
- تقرير بالفيديو عن المعرض لعام 2011 باللغة العربية على يوتيوب